# Lindsaea pulchra
Lindsaea pulchra là một loài dương xỉ trong họ Lindsaeaceae. Loài này được Carr. ex Seem. mô tả khoa học đầu tiên năm 1873.
Danh pháp khoa học của loài này chưa được làm sáng tỏ. 